# Erhard H. M. Lange
Erhard H. M. Lange (* 1937 in Berlin) ist ein deutscher Politikwissenschaftler.
Nach dem Abitur in Norden (Ostfriesland), studierte Lange von 1958 bis 1964 Rechtswissenschaft in Kiel und Marburg. Nach dem Ersten juristischen Staatsexamen am Oberlandesgericht Frankfurt a. M. studierte er Politikwissenschaft und Geschichte in Marburg, Wien und Bonn. Während seines juristischen Vorbereitungsdienstes im Oberlandesgerichtsbezirk Köln erstellte er eine politikwissenschaftliche Dissertation, mit der er 1973 in Marburg bei Wolfgang Abendroth zum Dr. phil. promoviert wurde. 1974 legte er das Zweite juristische Staatsexamen ab. Danach war er Assistent an der juristischen Fakultät der Universität Bielefeld. Später schrieb er Bücher und Artikel für die Wochenzeitung Das Parlament.